# Cristalizador

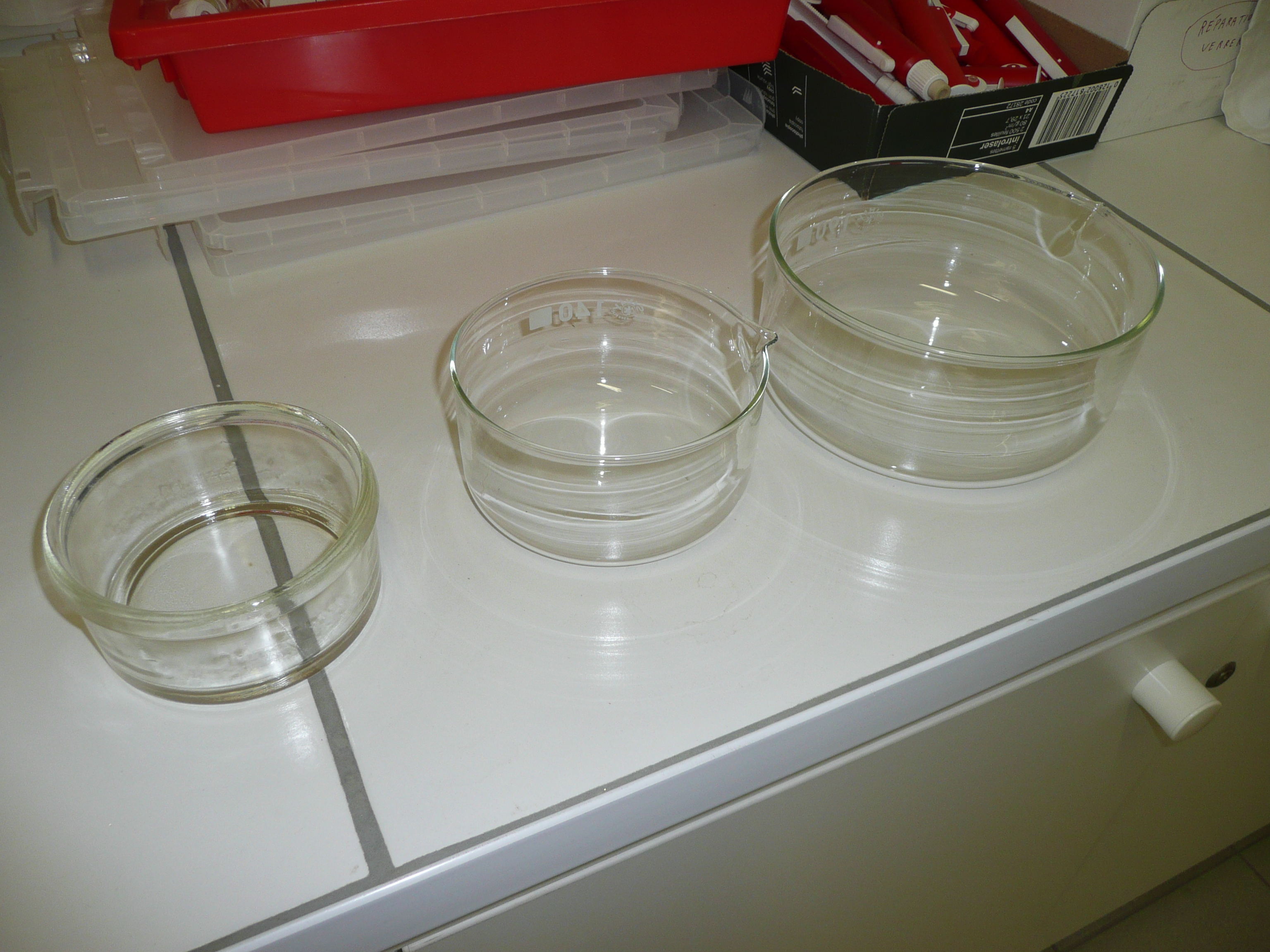
Diversos modelos de cristalizador.

Um cristalizador é um elemento pertencente ao material de vidro constituída por uma tigela de vidro com base larga e baixa estatura. Seu principal objetivo é cristalizar o soluto de uma solução, por evaporação do solvente. Ele também tem outros usos, tais como cobertura, como um recipiente etc. O objetivo do formulário é ter uma base ampla para permitir uma maior evaporação das substâncias.